# Nordische Gesellschaft
La Nordische Gesellschaft ("Sociedad Nórdica") fue una asociación fundada en 1921, con el objetivo de fortalecer la cooperación cultural y política germano-nórdica. Tenía su sede en Lübeck, Alemania. La asociación tenía miembros alemanes y escandinavos. Después de la toma de posesión del Partido Nacionalsocialista en Alemania en 1933, la Nordische Gesellschaft quedó bajo el control de Alfred Rosenberg. Se formó una nueva junta. La ambición de Rosenberg era que la organización pudiera ser utilizada para la causa nacionalsocialista. Heinrich Himmler se convirtió en miembro de la junta.
A partir de 1940, la asociación tenía 40 sucursales locales en diferentes partes de Alemania. La asociación publicó una cantidad notable de libros y folletos que se distribuyeron en Escandinavia.

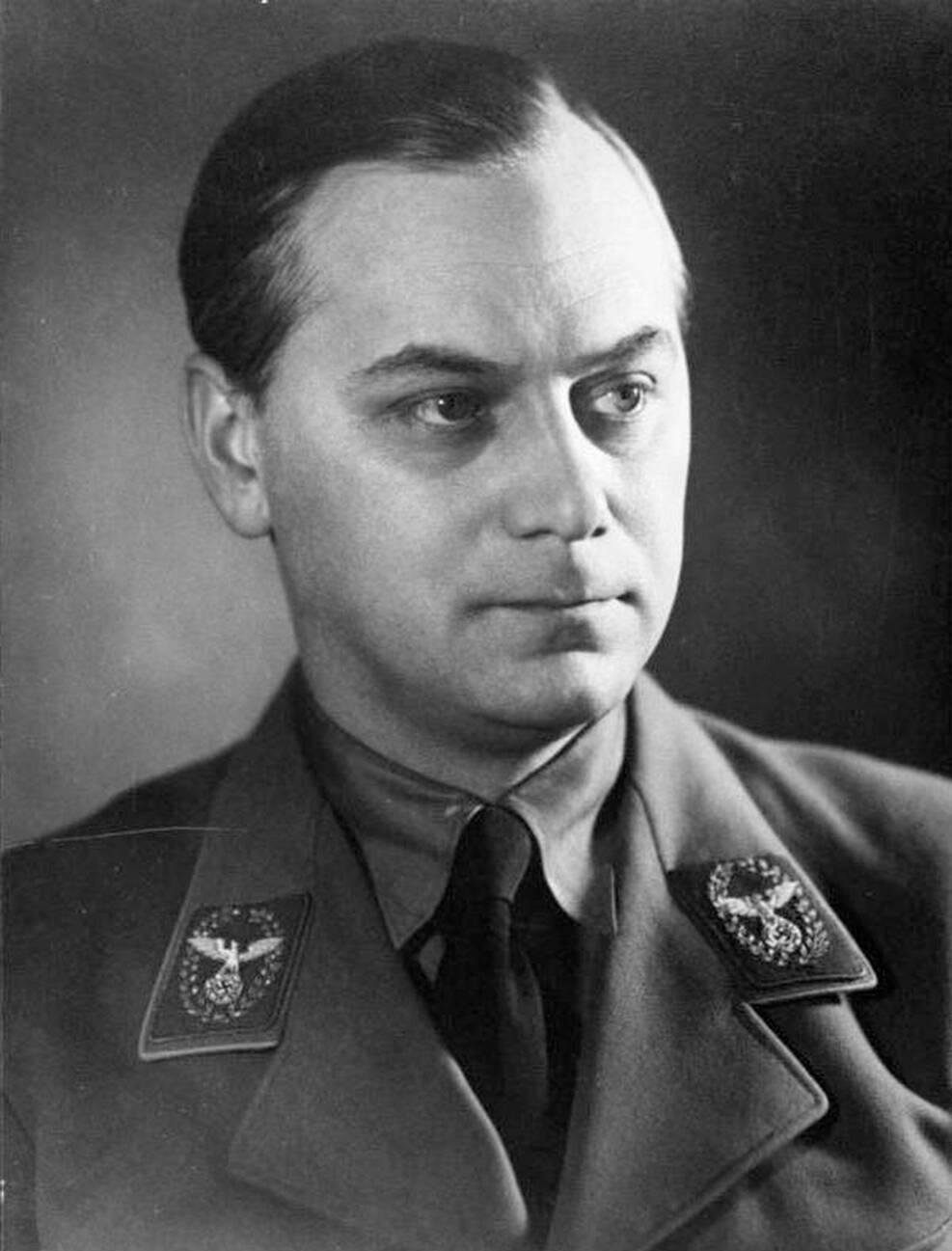
Alfred Rosenberg en 1939.

Durante la Segunda Guerra Mundial dirigió dos publicaciones, Pressedienst Nord y Der Norden, dirigidas a influir en el debate político en los países escandinavos hacia una posición proalemana.

## Der Norden
Der Norden ('El Norte') fue el buque insignia de las actividades editoriales de la Nordische Gesellschaft. Inicialmente conocida como Der Nordische Aufseher, recibió el nombre de Der Norden en 1935. Trataba principalmente de los problemas nórdicos y trató activamente de fomentar un concepto de patrimonio histórico y cultural común del Mar Báltico, basado en el legado de la Liga Hanseática. La publicación presentó el período hanseático como una época dorada de la región. Varios escritores escandinavos publicaron sus artículos en Der Norden.
Der Norden tuvo una edición mensual de alrededor de 6-7.000. Se supone que el último número fue publicado en octubre de 1944.

## Pressedienst Nord
Pressedienst Nord ('Servicio de Prensa Norte') se publicó semanalmente. En el verano de 1940 tuvo una edición de 3.000 semanales. Su edición aumentó gradualmente hasta la primavera de 1941. Desde ese momento hasta febrero de 1945, su edición fue de 10.000 semanalmente. Sus artículos eran principalmente en idioma alemán, pero algunos estaban en idiomas escandinavos, especialmente en noruego.
Los artículos trataban principalmente temas nórdicos. La editorial hizo un esfuerzo consciente para incluir a escritores escandinavos, como Knut Hamsun, Erling Bjørnson y Karl Olivecrona.
La publicación era bastante delgada, e impresa en papel barato. Las imágenes eran raras y, en general, se limitaban a las caricaturas políticas.

## Wirtschaftswart Nord
Una tercera publicación emitida por la asociación, con una edición mucho más pequeña, fue Wirtschaftswart Nord ('Guardián de la Economía Norte'). La publicación estaba dedicada a la economía y no se usaba con fines políticos como las otras dos publicaciones principales de la asociación.

## Folletos
La asociación publicó una cantidad considerable de folletos, la mayoría de ellos eran parte de la serie Veröffentlichungen der Nordische Gesellschaft zum Zeitgeschehen. ¿Un folleto de la serie era England oder Deutschland? ('¿Inglaterra o Alemania?'), escrito por Karl Olivecrona, tuvo una edición de 80.000 ejemplares. Publicado en 1941, fue una traducción de su original sueco, England eller Tyskland?

## Rama cultural
Se estableció una 'rama cultural' especial bajo el liderazgo del Dr. Heinrich Jessen, para facilitar los contactos con el ámbito cultural y académico en los países escandinavos. La rama cultural organizó congresos anuales de verano en Lübeck, Reichstagung zur Sommersonnenwende.

## Actividades en Suecia
La rama cultural trabajó activamente durante los años de guerra para fomentar los contactos con académicos y artistas suecos. Este trabajo se realizó a menudo en estrecha cooperación con la sección cultural de la representación diplomática alemana en Estocolmo. Las actividades incluyeron visitas de estudio, conferencias y conciertos en Alemania y giras de académicos y artistas alemanes en Suecia. La sucursal también mantuvo correspondencia con un gran número de académicos, pintores, músicos y artistas suecos. La sucursal envió grandes cantidades de literatura proalemana a estas personas, quienes a su vez distribuyeron esta literatura entre amigos y colegas. Según una encuesta estatal sueca realizada directamente después de la guerra, el trabajo de la Nordische Gesellschaft desempeñó un papel importante en el trabajo de propaganda cultural alemán durante la guerra.

## Actividades en Noruega
Johan Bojer y Barbra Ring desempeñaron papeles clave en las actividades noruegas de la Nordische Gesellschaft durante la década de 1930. Otros individuos importantes en las redes de la asociación fueron Ronald Fangen, Tore Ørjasæter y Mikkjel Fønhus.
Durante los primeros seis meses de la ocupación alemana de Noruega, la organización fue muy activa al tratar de utilizar los vínculos forjados con escritores noruegos durante la década de 1930. Este esfuerzo, sin embargo, fue en gran parte sin éxito. El escritor más destacado que mantuvo contactos con la asociación fue Åsmund Sveen. El Nasjonal Samling de Vidkun Quisling nunca tuvo ningún contacto formal con la Nordische Gesellschaft.

## Otras organizaciones
La Nordische Gesellschaft, sin embargo, no era la única organización dedicada al intercambio cultural nórdico-alemán en ese momento. Enfrentó la competencia de la alemana Deutsch-Nordische Gesellschaft y, en menor medida, la Kulturabteilung des Auswärtigen Amtes en Berlín.